# Кшижево-Юркі
Кшижево-Юркі (пол. Krzyżewo-Jurki) — село в Польщі, у гміні Червонка Маковського повіту Мазовецького воєводства.
Населення — 50 осіб (2011).
У 1975-1998 роках село належало до Остроленцького воєводства.

## Демографія
Демографічна структура станом на 31 березня 2011 року:
|          | Загалом | Допрацездатний вік | Працездатний вік | Постпрацездатний вік |
| -------- | ------- | ------------------ | ---------------- | -------------------- |
| Чоловіки | 26      | 5                  | 15               | 6                    |
| Жінки    | 24      | 3                  | 13               | 8                    |
| Разом    | 50      | 8                  | 28               | 14                   |